# ديف دونكان
ديف دونكان هو كاتب خيال علمي وكاتب كندي، ولد في 30 يونيو 1933 في Newport-on-Tay ‏ في المملكة المتحدة، وتوفي في 29 أكتوبر 2018.